# دست سرنوشت
دست سرنوشت (به ترکی استانبولی Kaderimin Yazıldığı Gün)، عنوان مجموعهٔ تلویزیونی درام ساخت کشور ترکیه محصول سال ۲۰۱۴ است.